# 阮福洪傍
阮福洪傍（越南语：／，1838年6月30日—1853年7月21日），越南阮朝紹治帝第十三子，生母良妃武氏媛。生於明命十九年五月初九日（1838年6月30日），嗣德六年六月十六日（1853年7月21日）去世，年十六歲。葬於承天府香水縣居正總楊春社。嗣德二十年（1867年），列祀展親祠。咸宜元年（1885年）秋，合祀親勳祠。
他是嘉興王阮福洪休、安福郡王阮福洪健的同胞弟弟，皇子阮福洪𠊪、同富公主阮福懿芳、皇女阮福淑莊的同胞兄長。
嗣德四年（1851年）閏八月，阮福洪傍獲賜止字部用於後裔命名，但他沒有後代。